# Franz Peitler

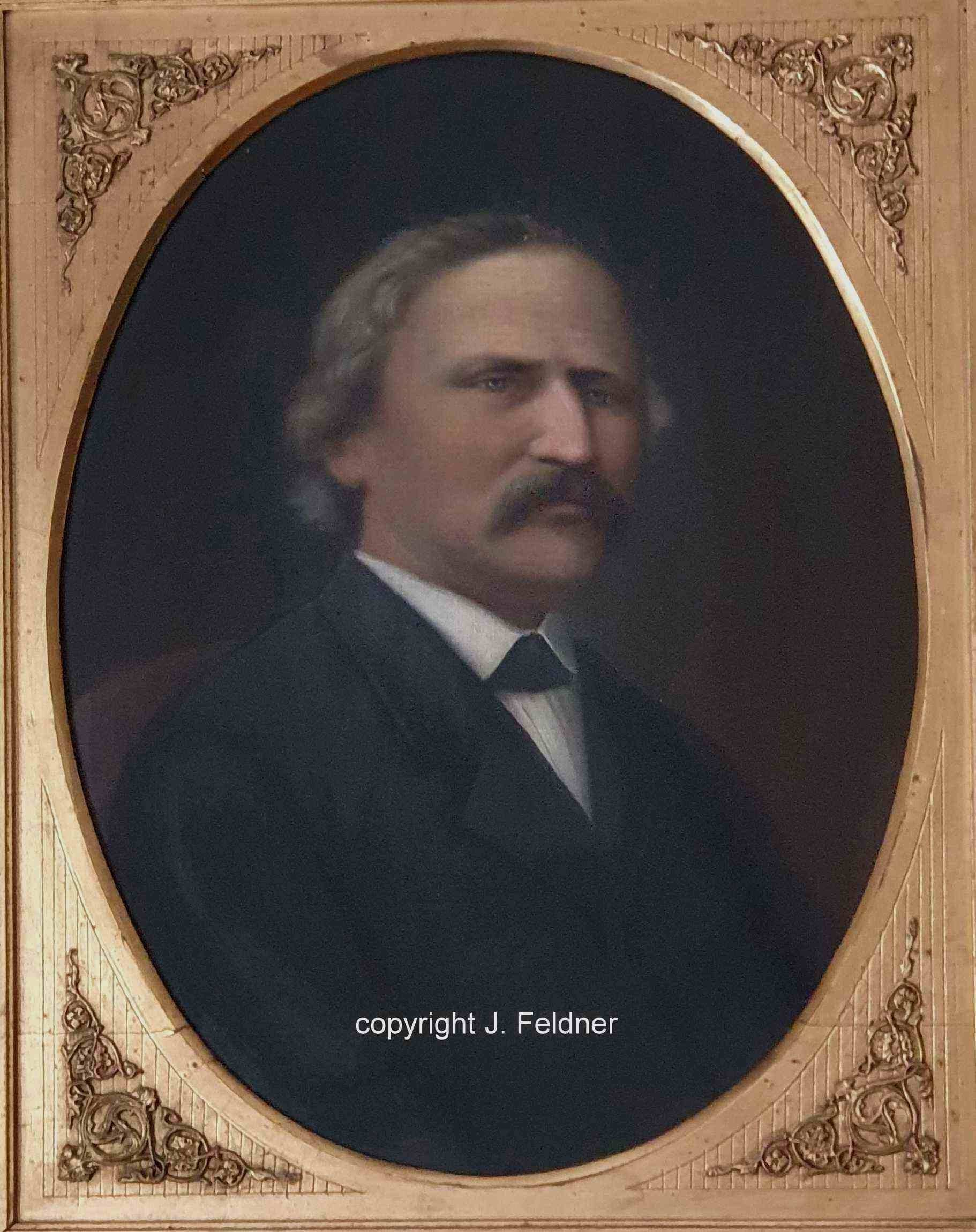

Franz Peitler (* 21. November 1808 in Gmünd in Kärnten; † 18. Januar 1877 in Salzburg) war ein österreichischer Jurist und Politiker.

## Leben
Franz Peitler war der Sohn des Braumeister Wirts- und Realitätenbesitzers Heinrich Peitler und seiner Frau Theresia, einer Tochter von Anton Karl von Willburg. Er besuchte das Gymnasium in Klagenfurt und studierte von 1825 bis 1830 Jura in Padua, Wien, Pavia und Prag.
Von 1831 bis 1832 war er als Praktikant am Pflegegericht in Tamsweg, von 1832 bis 1834 in Salzburg und von 1834 bis 1837 in Ried im Innkreis. 1833/44 absolvierte er die Ausbildung Prüfung zum Richteramt. Ab 1837 war er am Pflegegericht in Vichtenstein, ab 1843 als Actuar in Goldegg und ab 1847 als Adjunkt in Taxenbach tätig.
1848/49 war er Mitglied des Konstituierenden Reichstages des Österreichischen Kaiserreichs, und auch vom 18. Mai 1848 bis zum 1. Juli 1848 für den Wahlkreis Österreich ob der Enns und Salzburg (17., Zell am See) Abgeordneter im Frankfurter Paulskirchenparlament. Er blieb fraktionslos, stimmte aber mit dem linken Zentrum. Sein Nachfolger in Frankfurt ab Juli 1848 war Matthäus Lienbacher.
1850 wurde er als Assessor an das Landgericht Wiener Neustadt versetzt, wo er 1854 zum Gerichtsadjunkt befördert wurde.
Dann wurde er k.k. Landesgerichtsrat in Wien.
Von 1861 bis 1876 war er Abgeordneter im Salzburger Landtag, für Werfen und zuletzt für den Großgrundbesitz (1., 2., 3. und 4. Wahlperiode).
In seinen Parlamentssitzen nahm Peitler eine liberale Haltung ein.